# Héctor Cedrés
Héctor Rafael Cedrés (Uruguay, 14 de abril de 1962-Uruguay, 6 de enero de 2022), fue un futbolista uruguayo que desempeñaba de defensa, jugó también en clubes de México, Perú, El Salvador.

## Trayectoria
Nació en Uruguay. Se inició en el club de la capital Miramar Misiones, debutando en 1979; en los siguientes años fue referente del equipo siendo unos de los mejores del plantel, por lo que en 1983 emigraría a México para fichar por el Tigres UANL, estando en la temporada 1983-1984 compartiendo vestuario con Osvaldo Batocletti. 
A mitad de 1984 volvería a su natal Uruguay, esta vez por el C. A. Progreso, saldría campeón en 1985 en el Torneo Competencia 1985 y estaría en el club hasta 1986.
En el año 1987 volvería al extranjero para fichar el club salvadoreño Club Deportivo FAS salió subcampeón en el torneo 1987-1988 estando tres años en el club siendo recordado por sus actuaciones defensivas. 
En 1990 ficharía por el cuadro merengue viniendo como flamante fichaje, saldría campeón anotando el gol en la final frente al Sport Boys, el plantel estaban Juan Carlos Zubczuk, Andrés Gonzales, Roberto Martínez, José Luis Carranza conformando un buen equipo. En el año 1991 se retira del fútbol y fallecería en 6 de enero de 2022 en Uruguay a la edad de 60 años.

## Clubes
| Club             | País        | Año       |
| ---------------- | ----------- | --------- |
| Miramar Misiones | Uruguay     | 1979-1982 |
| Tigres UANL      | México      | 1983-1984 |
| C. A. Progreso   | Uruguay     | 1984-1986 |
| FAS              | El Salvador | 1987-1989 |
| Universitario    | Perú        | 1990-1991 |

## Palmarés
| Título                    | Club                      | País | Año  |
| ------------------------- | ------------------------- | ---- | ---- |
| Primera División del Perú | Universitario de Deportes | Perú | 1990 |